# العلاقات الكرواتية الكورية الجنوبية
العلاقات الكرواتية الكورية الجنوبية هي العلاقات الثنائية التي تجمع بين كرواتيا وكوريا الجنوبية.

## مقارنة بين البلدين
هذه مقارنة عامة ومرجعية للدولتين:
| وجه المقارنة                                              | كرواتيا                                                  | كوريا الجنوبية                                                          |
| --------------------------------------------------------- | -------------------------------------------------------- | ----------------------------------------------------------------------- |
| المساحة (كم2)                                             | 56.59 ألف                                                | 100.30 ألف                                                              |
| عدد السكان (نسمة)                                         | 4.11 مليون                                               | 51.47 مليون                                                             |
| الكثافة السكانية (ن./كم²)                                 | 72.63                                                    | 513.16                                                                  |
| العاصمة                                                   | زغرب                                                     | سول                                                                     |
| اللغة الرسمية                                             | اللغة الكرواتية                                          | اللغة الكورية                                                           |
| العملة                                                    | كونا كرواتية                                             | وون كوري جنوبي                                                          |
| الناتج المحلي الإجمالي (بليون دولار)                      | 54.85 مليار                                              | 1.53 تريليون                                                            |
| الناتج المحلي الإجمالي (تعادل القوة الشرائية) بليون دولار | 94.64 مليار                                              | 1.75 تريليون                                                            |
| الناتج المحلي الإجمالي الاسمي للفرد دولار أمريكي          | 11.54 ألف                                                | 27.22 ألف                                                               |
| الناتج المحلي الإجمالي للفرد دولار أمريكي                 | 21.64 ألف                                                |                                                                         |
| مؤشر التنمية البشرية                                      | 0.818                                                    | 0.901                                                                   |
| رمز المكالمات الدولي                                      | +385                                                     | +82                                                                     |
| رمز الإنترنت                                              | .hr                                                      | .kr                                                                     |
| المنطقة الزمنية                                           | توقيت وسط أوروبا، ت ع م+01:00، ت ع م+02:00، أوروبا/زغرب ‏ | توقيت كوريا الجنوبية، ت ع م+09:00، آسيا/سيول ‏، ت ع م+08:00، ت ع م+08:30 |

## منظمات دولية مشتركة
يشترك البلدان في عضوية مجموعة من المنظمات الدولية، منها:
| علم المنظمة | اسم المنظمة                               | تاريخ انضمام كرواتيا | تاريخ انضمام كوريا الجنوبية |
| ----------- | ----------------------------------------- | -------------------- | --------------------------- |
|             | مؤسسة التمويل الدولية                     | 25 فبراير 1993       | 16 مارس 1964                |
|             | منظمة حظر الأسلحة الكيميائية              | ?                    | ?                           |
|             | مجموعة أستراليا                           | 2007                 | 1996                        |
|             | يونسكو                                    | 1 يونيو 1992         | 14 يونيو 1950               |
|             | الأمم المتحدة                             | 22 مايو 1992         | 17 سبتمبر 1991              |
|             | المنظمة الهيدروغرافية الدولية             | ?                    | ?                           |
|             | منظمة الشرطة الجنائية الدولية             | ?                    | ?                           |
|             | مجموعة الموردين النوويين                  | ?                    | ?                           |
|             | البنك الدولي للإنشاء والتعمير             | 25 فبراير 1993       | 26 أغسطس 1955               |
|             | الاتحاد البريدي العالمي                   | ?                    | ?                           |
|             | مؤسسة التنمية الدولية                     | 25 فبراير 1993       | 18 مايو 1961                |
|             | منظمة التجارة العالمية                    | ?                    | ?                           |
|             | الفريق المعني برصد الأرض                  | ?                    | ?                           |
|             | المركز الدولي لتسوية المنازعات الاستشارية | 22 أكتوبر 1998       | 23 مارس 1967                |
|             | وكالة ضمان الاستثمار متعدد الأطراف        | 19 مارس 1993         | 12 أبريل 1988               |

## وصلات خارجية
- موقع وزارة الخارجية الكرواتية
- موقع وزارة الخارجية الكورية الجنوبية